# 35 Ursae Majoris
35 Ursae Majoris är en orange jätte i stjärnbilden Stora björnen. Stjärnan har visuell magnitud +6,31 och är synlig för blotta ögat enbart vid god seeing.